# Russisch-orthodoxe Kathedrale (Wien)

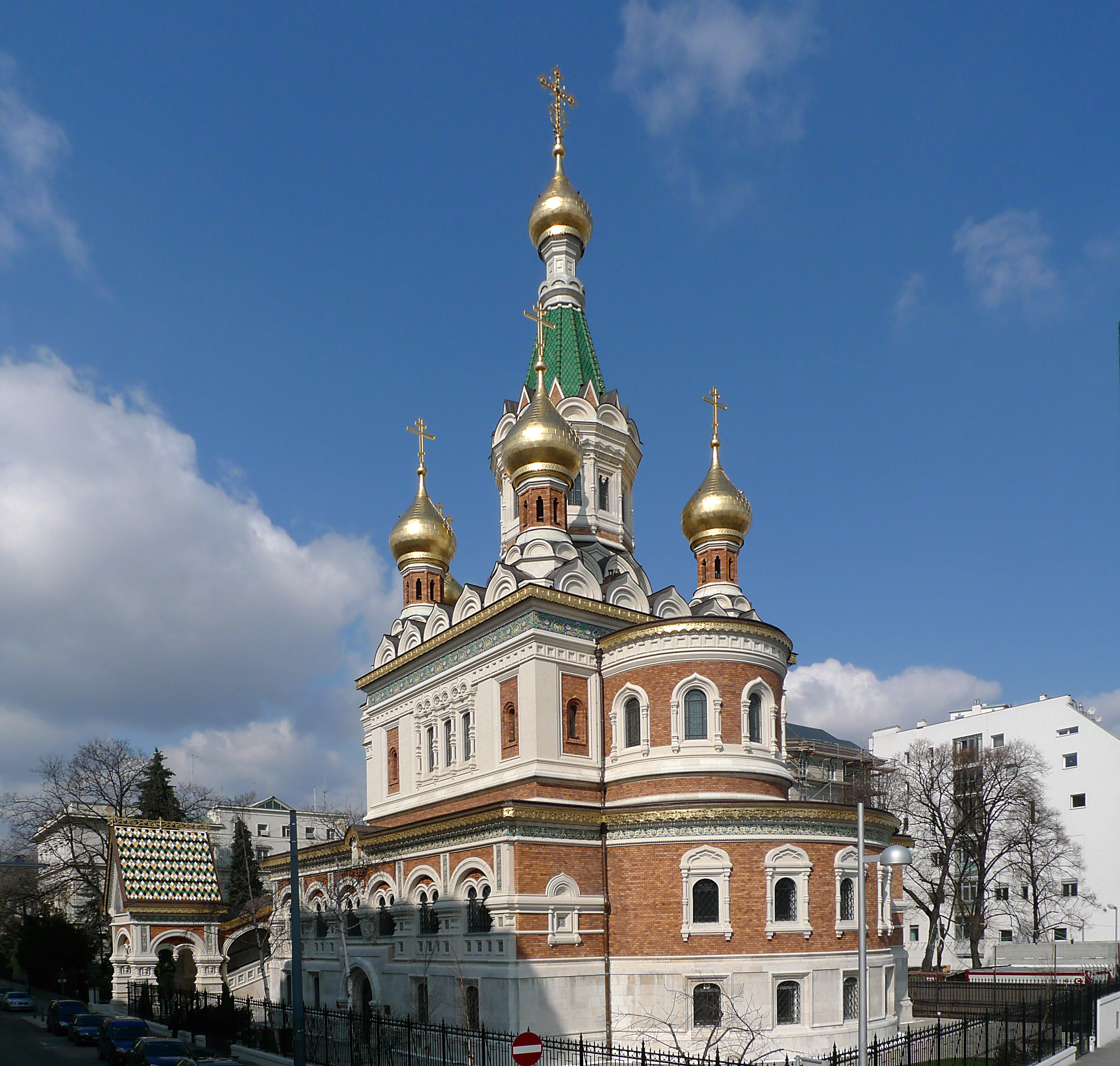
Russisch-Orthodoxe Kathedrale zum hl. Nikolaus in Wien

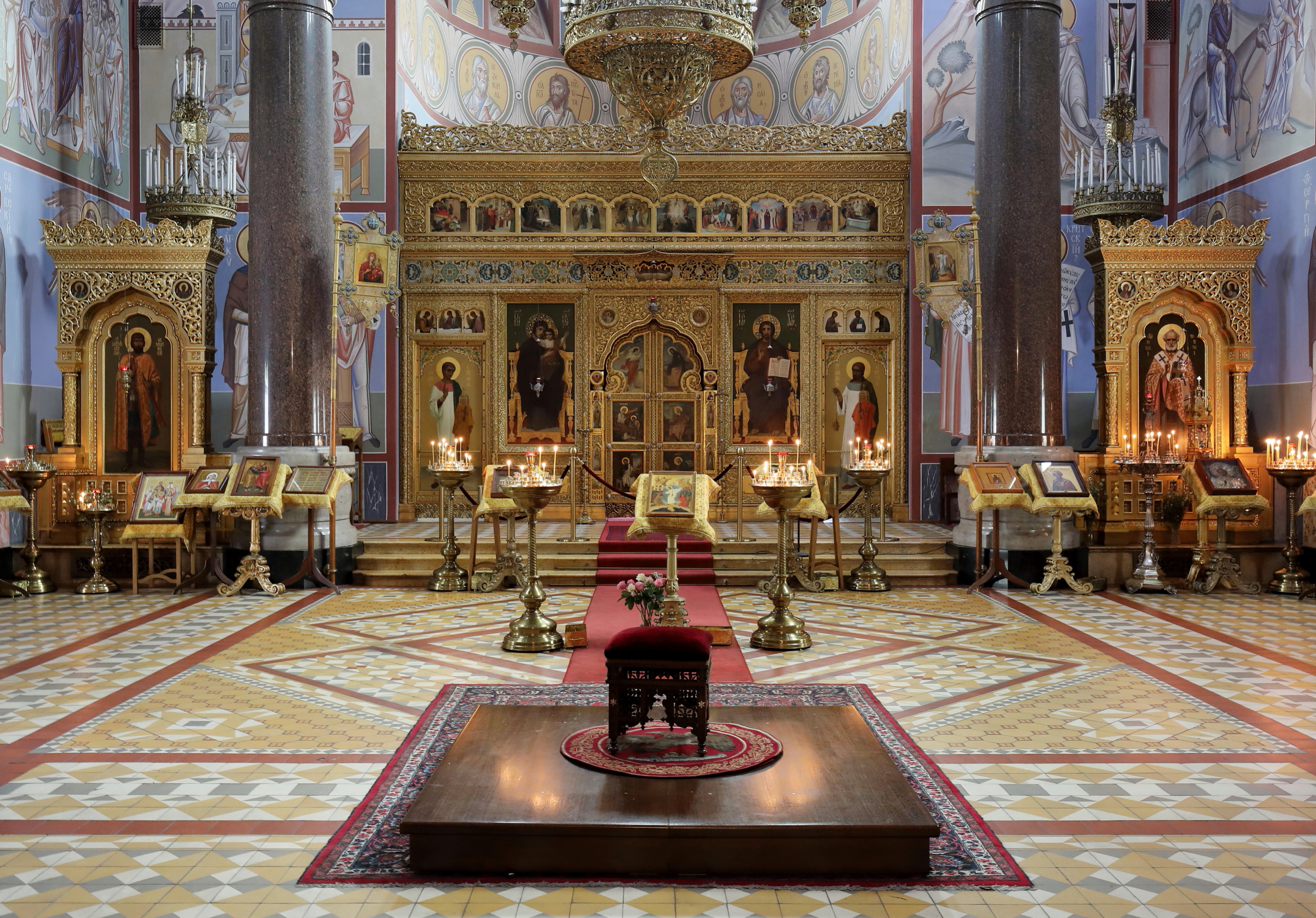
Innenansicht der Kathedrale Richtung Ikonostase

Die Russisch-Orthodoxe Kathedrale zum heiligen Nikolaus (russisch Кафедральный собор Святителя Николая в Вене) ist eine späthistoristische Kirche im 3. Wiener Gemeindebezirk, Jaurèsgasse 2. Sie ist der Sitz der russisch-orthodoxen Gemeinde Wiens und seit 1962 Eparchie.

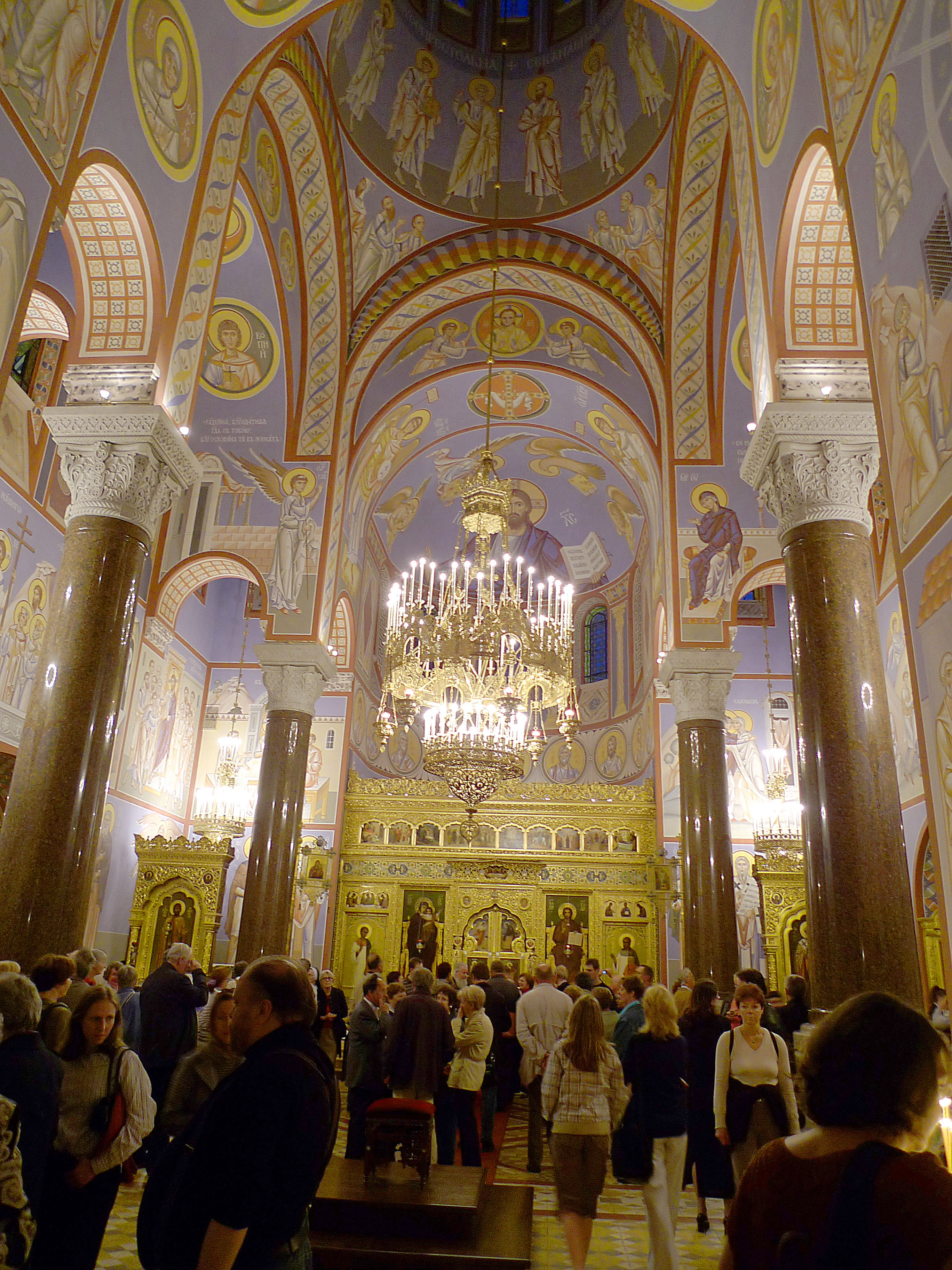
Der Innenraum

Sie wurde 1893–99 nach Plänen von Grigori Iwanowitsch Kotow vom italo-österreichischen Architekten Luigi Giacomelli als Botschaftskirche erbaut. Ein großer Teil der Baukosten (400.000 Rubel) wurde durch eine Spende von Zar Alexander III. aufgebracht. Die Weihe der Kathedrale zum heiligen Nikolaus wurde am 4. (17.) April 1899 vorgenommen.
Mit Beginn des Ersten Weltkriegs wurde die Kirche geschlossen und der Obhut des neutralen Spanien unterstellt.
Ab 1924, dem Jahr, in dem die Sowjetunion und Österreich diplomatische Beziehungen aufnahmen, wurde das Kirchengebäude der sowjetischen Botschaft angegliedert, jedoch diente es während der Periode des Stalinismus zunächst nur als Lagerraum.
Während des Zweiten Weltkriegs wurde die Kirche der Reichsmusikhochschule Wien zur Nutzung übertragen.
Ab 1945 wurde jedoch die Kirche mit Unterstützung der sowjetischen Militärkommandantur wieder für die Gläubigen zugänglich und 1947 durch die Rote Armee auch eine neue Hauptglocke gestiftet. Seit 1962 ist das Gotteshaus Bischofssitz der Eparchie für Wien und Österreich, die als Diözese dem Moskauer Patriarchat unterstellt ist.
Die Kirche ist ein Fünfkuppelbau in den traditionellen Formen der russischen Sakralarchitektur. Das Innere ist in eine Unter- und Oberkirche geteilt: Patron der Oberkirche ist der heilige Nikolaus, Patron der Unterkirche ist der heilige Großfürst Alexander Newski.
Von 2003 bis 2008 wurde die Kathedrale umfassend renoviert; an Stelle der geplanten Feier zur Wiedereinweihung fand am 21. Dezember 2008 ein Gedenkgottesdienst für den verstorbenen Patriarchen Alexius II. statt. Der zuvor kahle Innenraum des Gotteshauses wurde 2006–2008 von dem führenden Moskauer Ikonenmaler Archimandrit Zinon und einigen Mitarbeitern mit Wandmalereien im traditionellen byzantinischen Stil neu gestaltet. Von Zinon stammt auch die neue Ikonostase.
Direkt neben der Kathedrale liegt die Russische Botschaft.
Die Kirche verfügt über zehn Glocken, die nach russischer Art nur angeschlagen werden. Die größte Glocke von ihnen dient dem Stundenschlag. Es ist das größte russisch-orthodoxe Geläut Österreichs.
| Nr. | Schlagton | Gewicht in Kg | Durchmesser in cm | Gießer                   | Gussjahr |
| --- | --------- | ------------- | ----------------- | ------------------------ | -------- |
| 1   | e¹        | 1149          | 120,2             | Glockengießerei Pfundner | 1947     |
| 2   | a¹        | ?             | 84                | Glockengießerei Hilzer   | 1893     |
| 3   | h¹        | ?             | 75                | Glockengießerei Hilzer   | 1893     |
| 4   | cis²      | ?             | 68                | Glockengießerei Hilzer   | 1893     |
| 5   | dis²      | ?             | 63                | Glockengießerei Hilzer   | 1893     |
| 6   | e²        | ?             | 60                | Glockengießerei Hilzer   | 1893     |
| 7   | f²        | ?             | 56                | Glockengießerei Hilzer   | 1893     |
| 8   | g²        | ?             | 51                | Glockengießerei Hilzer   | 1893     |
| 9   | a²        | ?             | 44                | Glockengießerei Hilzer   | 1893     |
| 10  | b²        | ?             | 41                | Glockengießerei Hilzer   | 1893     |

Die Glocke 1 soll aus erbeuteten Kanonen der Deutschen Wehrmacht gegossen worden sein.